# Cablín
Cablín, también conocido como La C, fue un canal de televisión por suscripción infantil argentino, perteneciente (durante casi toda su historia) a la empresa VCC.

## Historia

### Primera etapa
El canal fue creado en 1988 por VCC S.A y operado y producido por Gala Producciones, siendo el único canal infantil de la época. Fue el primer canal infantil de Latinoamérica y el sexto en existencia en el mundo, siendo los cinco anteriores Nickelodeon (Estados Unidos, 1979), Disney Channel (Estados Unidos, 1983), The Children's Channel (Reino Unido, 1984), Canal J (Francia, 1985), y Kindernet (Países Bajos, marzo de 1988).
Algunos conductores del canal fueron en sus inicios: María Muñoz y Alejandra Gavilanes, posteriormente Laura Leibiker, los títeres Sonio y Marimonia, y en su última época Claudio Morgado, Esteban Prol, María Eugenia Molinari (que después pasaría a Playhouse Disney), Pablo Marcovsky, Sol Mantilla, Marcela Paoli y Carla Méndez.
En abril de 1997, cuando cumplió 9 años en el aire, el canal cambió su imagen completamente, pasando a llamarse brevemente La C, y reestructuró su programación, dividiéndola en zonas segmentadas según las distintas edades de los niños. En la zona verde, se encontraban programas para niños de 2 a 5 años. La zona 20 se dirigía a niños de 5 años en adelante y presentaba programas especiales para chicos y chicas según el día y la hora. La zona M apuntaba al público adolescente, donde se presentaba lo último en música, además de otros programas. En julio de 1998, la empresa VCC fue vendida y las señales de Gala Producciones, la productora artística del operador de televisión por cable, fueron repartidas entre Multicanal y Cablevisión. El Canal de la Mujer quedó para Cablevisión, que se cedió a Pramer que luego lo transformó en elgourmet.com; Bravo y Cablín quedaron bajo las órbitas conjuntas de Cablevision y Multicanal (Grupo Clarín), que suspendieron las producciones propias de ambas señales para emitir programas enlatados.

### Segunda etapa
El 1 de marzo de 2000 el canal volvió a tener producciones propias, luego de dos años de emitir series y dibujos animados únicamente. La empresa Hip Corp era la encargada de los costos monetarios del canal. Esta vez logró ocupar un lugar privilegiado en la grilla de programación de Multicanal y Telecentro (en este último duró sólo dos meses), y a fines de marzo comenzó a funcionar su primera página web: cablin.com, una página en la que se podía ver la programación, conversar con los personajes y jugar algunos juegos que aún estaban en diseño. Además, se sumó al elenco de conductores Laura Melnizki, quien participó en las producciones propias del nuevo Cablín. En mayo, Telecentro da de baja la señal, y se acordó que esta señal siguiera emitiéndose por el canal 11 de Multicanal, exclusivamente.
Pero en 2001, Multicanal y Cablevisión decidieron no presentar nuevos proyectos para Cablín y enviaron un ultimátum a los conductores del canal, informándoles que la señal dejaría de existir. Así, en octubre de 2001, Cablevisión y Multicanal decidieron cerrar la señal por completo.

## Series
- El viento en los sauces
- Los Simpson (1990-1992)
- Las aventuras de Sonic
- Candy Candy
- Bonkers
- Dinoplativolos
- Niños al Rescate
- Jem y los hologramas
- Thundercats
- Animaniacs
- Los Caballeros del Zodiaco
- Tots TV
- La verdadera historia
- Castillo feliz
- Pequeño festival
- Ferdy, la hormiga
- El hombre de jengibre
- Sólo historias
- Chicos de todos los tiempos
- Pumuki
- Chris Cross
- Phantom 2040
- Garfield y sus amigos
- La leyenda de Colmillo Blanco
- Típica joven
- Cómo, porqué y para qué
- Ecolín
- Los Muppets
- El jardín secreto
- Fuerza G
- La burbuja azul
- Las aventuras de Teddy Ruxpin
- Las aventuras de la Tropa Rex
- Victor y Hugo
- Super Mario
- Silverhawks
- Cybernet
- Cocomiel
- Las aventuras de la pequeña sirenita
- Babar
- Aladdín
- El Mago de Oz
- El Rey Arturo
- He-Man
- Sailor Moon
- El divertido programa de Shnookums y Meat
- She-Ra
- Locke, el Superman de las galaxias
- ¿Dónde está Wally?
- The Bluffers
- La sirenita
- SWAT Kats
- Los Fruittis
- Los cuentos de Munsch
- Super Dave
- Snoopy
- Doug
- Meteoro
- Las nuevas aventuras de Meteoro
- Las nuevas aventuras de Winnie the Pooh
- Rugrats
- El mago de los sueños
- La isla del tesoro
- Los Smoggies
- Shoe People
- Alvin y las ardillas
- La isla de los Wittys
- Conde Patula
- Pato Darkwing
- Patoaventuras
- Heathcliff
- Bits
- Las Tortugas Ninja
- Game Runner
- Grand Prix
- Bimbles Bucket
- Mumfie
- Ren y Stimpy
- Gasparín, el fantasma amigable
- Comic Strip
- Arbegas
- Cuentos de los ratoncitos de los dientes
- Jayce y los Guerreros Rodantes
- Los pequeños defensores
- Robotech
- Los tres pequeños fantasmas
- Los Huracanes
- Gárgolas, héroes góticos
- La pequeña Rosey
- Sandokán, el tigre de Malasia
- Rahan
- Espartaco y el sol bajo el mar
- Almendrita
- Los robotrabajadores
- Los osos Gummi
- Virtua Fighter
- Robin Hood (anime)
- El Rey Arturo y los caballeros de la mesa cuadrada
- D'Artacan y los tres mosqueperros
- El retorno de D'Artacan
- La leyenda de Blancanieves (anime)

## Producciones propias
- Protocultura
- Volverse pibe
- Boquiensó
- Después de clases
- Tu otro vos
- Magazine For Fai
- Cablín en vivo
- Los Rocketos
- Tarascón
- Zona verde
- Interzona
- Salto mortal
- Zona-M
- En off
- Conspiración digital
- Compacto VHS
- Consejos útiles
- Cocinando conmigo
- Flashín
- La semana pasada
- Titanes en el ring